# كين توكورا
كين توكورا (باليابانية: 都倉 賢) (16 يونيو 1986 في طوكيو في اليابان – )؛ هو لاعب كرة قدم ياباني سابق كان يلعب كمهاجم.

## وصلات خارجية
- كين توكورا على موقع رابطة كرة القدم اليابانية للمحترفين (اليابانية)
- كين توكورا على موقع قاعدة بيانات كرة القدم.إي يو (الإنجليزية)
- كين توكورا على موقع Soccerway.com (الإنجليزية)
- كين توكورا على موقع عالم كرة القدم.نت (الإنجليزية)
- كين توكورا على موقع كووورة